# Zakaria Hamidi
Zakaria Hamidi ist eine zeitgenössische Persönlichkeit des Islams in den Niederlanden und in Europa. Er ist Direktor von New Horizon, einer neu gestarteten Diskussionsplattform zum Islam in den Niederlanden. Er war einer der Unterzeichner der Botschaft aus Amman (Amman Message), als einziger Unterzeichner aus den Niederlanden. Er ist Mitglied des European Muslim Network. Beim SIVG ist er als Gerichtsdolmetscher für Marokkanisch-Arabisch eingetragen.